# Преговори за влизане на СССР в Тристранния пакт
През октомври и ноември 1940 г. се състоят Германско-съветски преговори за влизане на СССР в Оста през Втората световна война. Преговорите се състоят по време на ерата на пакта Рибентроп-Молотов и включват двудневна конференция в Берлин между съветския външен министър Вячеслав Молотов, Адолф Хитлер и германския външен министър Йоахим Рибентроп на 12 – 14 ноември 1940 г., на която Германия предлага писмено предложение за влизане на СССР в Оста, дефиниращо световните зони на влияние на четирите предложени страни от Оста (Япония, Германия, СССР, Италия). Хитлер, Рибентроп и Молотов се опитват да установят германска и съветска сфера на влияние. Хитлер насърчава Молотов да погледне към Иран и в крайна сметка Индия, да запази германския достъп до ресурсите на Финландия и да премахне съветското влияние на Балканите. Молотов остава твърд в стремежа си да премахне германските войски от Финландия и да придобие незамръзващо пристанище на Балканите. Убеден, че Германия е отслабена от британците, и стремейки се да засили влиянието си в България и Югославия, Молотов не се съгласява. На 25 ноември 1940 г. СССР предлага писмено контрапредложение, написано от Сталин, според което СССР би се присъединил към Оста, но включва съветски права над България и световна сфера на влияние в зоната на Ирак и Иран. Германия не отговаря. Относно контрапредложението Хитлер заявява пред висши военни, че Сталин „иска все повече и повече“, „той е хладнокръвен изнудвач“ и че „германска победа е станала непоносима за Русия“ поради което „тя трябва да се постави на колене колкото може по-скоро“. Германия нахлува в Съветския съюз на 22 юни 1941 г.